# Mesotheristus hirsutus
Mesotheristus hirsutus är en rundmaskart som först beskrevs av Vitiello 1967.  Mesotheristus hirsutus ingår i släktet Mesotheristus och familjen Monhysteridae. Inga underarter finns listade i Catalogue of Life.